# Man In Space Soonest
Man In Space Soonest (MISS) era un programma spaziale della United States Air Force (USAF) che aveva come scopo quello di inviare un astronauta nello spazio prima dell'Unione Sovietica. Il programma fu annullato il 1º agosto 1958 e venne sostituito dal Programma Mercury della NASA. Solo due uomini candidati al programma avrebbero poi realmente volato nello spazio: Joseph Albert Walker, che lo compì due volte in altrettanti test dell'aerorazzo North American X-15 nel 1963, e Neil Armstrong, che diventò un astronauta della NASA nel 1962 e fu il primo uomo a camminare sulla Luna nel 1969.

## Candidati astronauti

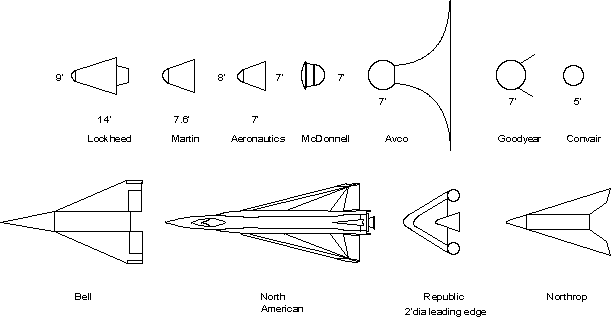
Alcuni bozzetti di veicoli spaziali proposti da diverse aziende per il programma MISS

Il programma MISS avrebbe impiegato dapprima un razzo vettore Thor, e successivamente un  Atlas, per spedire in orbita una navicella con un solo uomo a bordo. Il 25 giugno 1958 l'USAF annunciò i seguenti nove uomini selezionati per diventare gli astronauti del programma:
- Neil Armstrong (1930-2012)
- William Bridgeman (1916-1968)
- Scott Crossfield (1921-2006)
- Iven Kincheloe (1928-1958)
- John McKay (1922-1975)
- Robert Rushworth (1924-1993)
- Joseph Albert Walker (1921-1966)
- Alvin Swauger White (1918-2006)
- Robert White (1924-2010)